# A-10 (航空機)
A-10 サンダーボルトII
飛行するOA-10A 80-0278号機 (2012年撮影)
- 用途：攻撃機
- 分類：対地攻撃機、前線航空管制機
- 製造者：フェアチャイルド・リパブリック社
- 運用者： アメリカ合衆国（アメリカ空軍）
- 初飛行：1972年5月10日 (YA-10)
- 生産数：715機
- 運用開始：1977年3月10日
- 運用状況：現役
- ユニットコスト：1,180万USドル(fiscal 1994)[1]

A-10 (Fairchild Republic A-10 Thunderbolt II) は、フェアチャイルド・リパブリック社が開発した単座、
双発、直線翼を持つアメリカ空軍初の近接航空支援（CAS）専用機。戦車、装甲車その他の地上目標の攻撃と若干の航空阻止により地上軍を支援する任務を担う。
公式な愛称は前身のリパブリック社製戦闘機で、第二次世界大戦中に対地攻撃任務で活躍したP-47に由来するサンダーボルトII (Thunderbolt II) だが、一般にはメーカーなどでも使われる。low-flying warthog（低空のイボイノシシ）やホッグ（ブタ）という渾名も広まっている。
二次任務の前線航空管制機として対地攻撃機の誘導に当たる機体はOA-10の名称をもつ。

## 開発
1950年代から1960年代にかけてのアメリカ空軍の戦略ドクトリンは核兵器による大規模破壊相互報復であった。この期間の爆撃機は核兵器搭載のために設計され、戦闘機の大半も核兵器搭載可能になったことで近接航空支援や地上攻撃は戦闘機の副次的任務と考えられていた。このため、戦闘機として第一線を退いたF-100 スーパーセイバーをこの任務に充てていた。しかし、ベトナム戦争においては核兵器を使うような事態は発生せず、軽視していた近接航空支援が主任務となった。
これを担うのにF-100のような超音速戦闘機は適していると言えず、海軍のA-1 スカイレイダーを借用したりA-7 コルセア IIを正式採用したりしたが、A-1は老朽化が進む旧式のプロペラ機であり、A-7ではF-100やその他の戦闘爆撃機と同様に敵味方の近接した中で有効な支援を行うのに必要な低速度での運動性がなかった。このため、ダグラスAC-47、フェアチャイルドAC-119、ロッキードAC-130といった輸送機を改装したガンシップを対人阻止および対地攻撃に使用して特に夜間に効果を上げ、最終的には練習機を改装したノースアメリカン T-28やセスナ A-37を対ゲリラ戦や地上攻撃に使用した。このためアメリカ陸軍だけではなくアメリカ空軍内でも近接航空支援充実の要望が高まり、ベトナム戦争で多くのアメリカ軍対地攻撃機を撃墜した小火器、地対空ミサイル、小口径の対空兵器にも対応できる専用機体の調達を促すことになった。また、近接航空支援に使用されるUH-1 イロコイやAH-1 コブラの小口径機関銃や無誘導ロケット弾は非装甲目標にしか対応できないという意見もあった。F-4 ファントムIIを近接支援機として使用するアイデアもあったが、その高い巡航速度と莫大な燃料消費は空中待機を許さず、緊急出動に限られることとなった。また、F-4設計当時は艦隊に接近する爆撃機を視界外から攻撃する艦隊防空が主任務とされていたために空対空のドッグファイト性能が軽視されており、初中期型は固定武装を持たない機体が多かった。そして、M61 20 mm機関砲を搭載しない型では走行中の装甲車両には無力であった。
1967年3月6日にアメリカ空軍はエーブリー・ケイ大佐を責任者に据えて21社に対してA-Xまたは実験攻撃機と呼ぶ低価格の攻撃機の設計研究を目的とする提案要求を提示した。1969年には空軍長官はピエール・スプレイに対して提案されたA-Xに対する詳細要件を作成するように依頼したが、スプレイがF-Xの論議に関わっていたという経緯から内密とされた。
スプレイはベトナムで作戦に従事するA-1 スカイレイダー操縦士との議論や、Ju 87の戦闘記録などの近接航空支援に使用されていた、またはしている機体の有効性の分析、エネルギー機動性理論を考慮の結果、必要なのは長時間の空中待機、低速での運動性能、強力な機関砲、卓越した生存性を持つ、イリューシン Il-2、ヘンシェル Hs129、A-1 スカイレイダーの長所を兼ね備えた機体であると結論付けた。また、機体価格は300万ドル未満とした。
A-10の設計に携わったのはP-47と同じアレキサンダー・カートヴェリであった。（2014年10月12日のデイリー・ビーストの記事でスプレイが語ったところによれば、A-10の開発においてJu 87の戦闘記録のなかでも特にハンス・ウルリッヒ・ルーデルの活躍が参考されたというが、これは1976年にDCでのシンポジウムにおいてルーデルを招いた時のことであり、実際にはスプレイはA-10の設計に寄与することはほとんどなかった。また、1969年にスプレイがルーデルに魅了されA-Xプロジェクトメンバーに彼の自伝を読むべきだと勧めたのは事実だが、実際にメンバーがそれを読んだかは明らかにされていない。）
1970年5月にアメリカ空軍はソビエト連邦機甲部隊対応と全天候戦闘を重視したより詳細な提案要求を提示した。要求性能としては口径30 mmの対戦車機関砲（ジェネラル・エレクトリック製GAU-8とフィルコ・フォード製GAU-9の競作）を装備し、16,000 lbf (7,258 kg) 以上の兵装搭載能力、進出距離400 kmで2時間の空中待機という高い航続性能、低高度での高い機動性、簡易飛行場を使用可能な優れた短距離離着陸性能、高い生存性、容易な整備性などが出された。

ボーイング社、セスナ社、フェアチャイルド社、ジェネラル・ダイナミクス社、ロッキード社、ノースロップ社から設計案が提出され、1970年12月8日にノースロップ社とフェアチャイルド社の案を採択し、それぞれYA-9AとYA-10Aとして試作されることになった。YA-10Aは1972年5月10日に初飛行し、YA-9Aは10日遅れの5月20日に初飛行している。
1972年10月10日-12月9日の比較評価試験で操縦特性はYA-9Aに劣るものの生存性と試作機からの量産改修点の少なさを高く評価され、1973年1月18日にA-10として制式採用となり、前量産機として10機が発注された。
その後、議会筋の圧力により前量産機のうち4機 (73-1670-73-1673) をキャンセルした上に、アメリカ空軍内部でもすでに装備しているA-7Dとの並行装備に対する疑問が出され、A-7Dとの比較評価を受けることとなった。
1974年にヨーロッパの地勢や天候に似たカンザス州フォートライリイをテスト場とするためにカンザス州マッコーネル空軍基地を拠点としてA-7DとA-10Aの操縦経験のないF-100もしくはF-4のパイロット4名が参加した。1月-4月にかけて両機の初等訓練から慣熟飛行を行った後、4月15日からテスト場に設置した地上目標と防空陣地に対する16任務各2出撃のテストを実施した。任務は敵軍と友軍の戦況が膠着した場合と敵軍が友軍を迅速に突破した場合に大別され、武装は最大12発のMk.82 500ポンド爆弾、ロックアイ集束爆弾、ナパーム弾、（A-10へのインテグレーションが未済であったためにシミュレーションによる）AGM-65 マーベリックを使用し、また、上限高度も1,000ft、3,000ft、5,000ft、制限なしとされた。比較審査の結果はM61A1と同等の速射力と、より大きな破壊力を持つGAU-8 30 mm機関砲が固定武装として選定された。さらに、対空砲火への抗堪性、良好な操縦性による対空戦闘での脆弱性の軽減、及び特に低雲高や視界の制限された条件で近接航空支援を実施する際の良好な操縦性によりA-10が近接航空支援用により優れた機体であることを示した。これによりA-10の必要性を認めた議会は開発の継続を認め、当初140万ドルの機体単価は170万ドルになったものの、生産計画は予定通りに進行し、1975年10月にA-10前量産初号機 (73-1664) の初飛行を実施した。
1976年3月にアリゾナ州デビスモンサン空軍基地への配備が始まり、1977年10月に最初の飛行隊が実戦配備可能となった。最終号機は1984年に出荷され、総数715機を生産した。
A-10は当初は739機の生産が計画されたが、最終的に1983年までに719機で生産が完了した。
なお、当機には近代化改修型以外の派生型はなく、操縦は非常に容易と考えられたために複座練習機型も製造されなかった。1979-1980年にかけて全天候戦闘能力（夜間攻撃能力）を強化した複座型（A-10 N / AW(YA-10B）が試作されたが最終的にはキャンセルとなっており、この際に並行して少数機を既存の単座型から複座の練習機型に改修する案が計画されたが、予算要求が却下されたためにこちらも実行はされていない。

## 特徴

### 機体

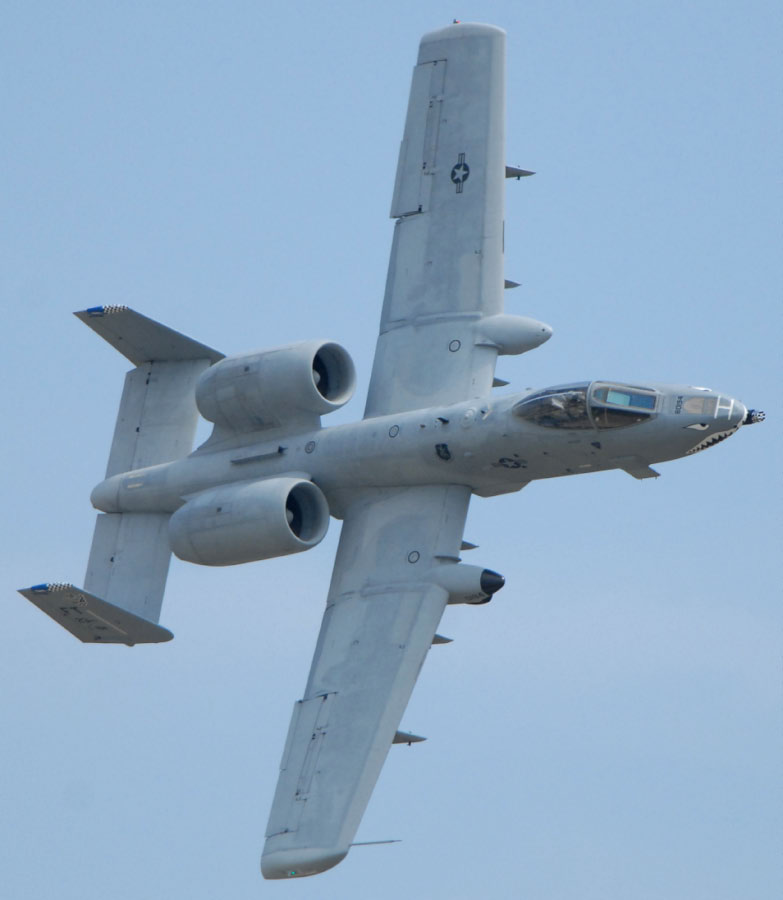
ナイフエッジで航過するA-10

A-10は、下に折れ曲がったウィング・チップを持つ長スパンの直線翼により低高度低速度域で良好な運動性を発揮し、2.4 km程度の視界下で300 m以下の高度での長時間の待機飛行を行うことができる。小さく遅い移動目標への攻撃が困難とされる戦闘爆撃機の巡航速度よりも遅い、555 km/h程度で飛行する。補助翼は上下に分割し、制動補助翼としても機能する。フラップ、昇降舵、方向舵その他の動翼にはハニカム板を使用している。
近接航空支援作戦という任務の性格とA-10の比較的低い巡航最高速度から、前線近くの基地からの運用を想定した構造となっている。
丈夫な降着装置や低圧タイヤと大きな直線翼が発揮する短距離離着陸性能により、攻撃を受けた空軍基地のような悪条件下でも多量の武装を搭載した作戦行動を可能としている。また、戦場に近い設備の限られた基地での給油や再武装、修理を想定した設計により、エンジンや主脚、垂直安定板を含む多くの部品が左右共通という他には見られない特徴を持つ。
外板と縦通材をNC工作機で一体整形して接合や密封の問題をなくし、製造工程でのコストを節約している。また、戦訓でこの外板製法が他の製法より高い抗堪性を持つと判明している。外板は構造部材ではないので破損時には現場で調達できる間に合わせの資材で張り替えることもできる。
主翼後方胴体上面という特異なエンジン配置は様々な利点をA-10にもたらしている。エンジンの排気を水平安定板と2枚の垂直尾翼の間を通すことにより、6:1というバイパス比により低めとなっているゼネラル・エレクトリックTF34-GE-100 ターボファンエンジンの赤外線放射をさらに低減して赤外線誘導ミサイルの擾乱を図っている。また、限定的ながらも主翼を対空兵器に対する盾としている。
地上においては吸気口を地表から離すことにより砂や石などの異物吸入による損傷（FOD）の可能性を低め、駐機中にエンジンを運転したままでも整備点検や再武装作業時の地上要員の安全を確保できるために再出撃時間を短縮できる。また、同じエンジンを翼下に懸架した場合よりも翼が地面に近づき、整備点検や武装作業の負担を軽減している。
大重量のエンジンを支持するパイロンは、4本のボルトにより機体に結合されている。また、高いエンジン配置によって生じる機首下げモーメントを相殺するため、エンジン・ナセルは機軸に対して9度上向きに機体へ結合されている。

### 耐久性

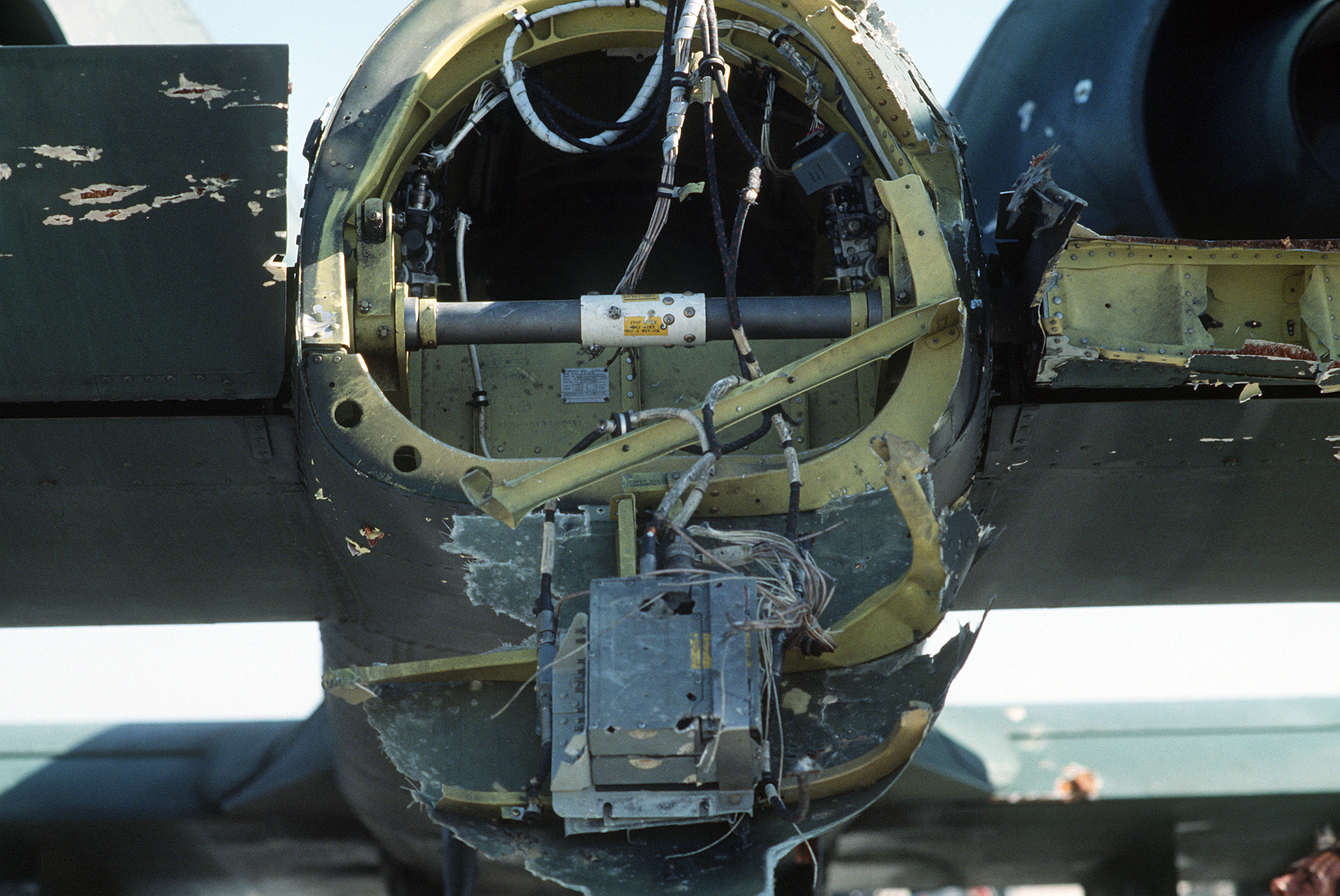
湾岸戦争時、携帯式地対空ミサイルSA-16により被弾した尾部

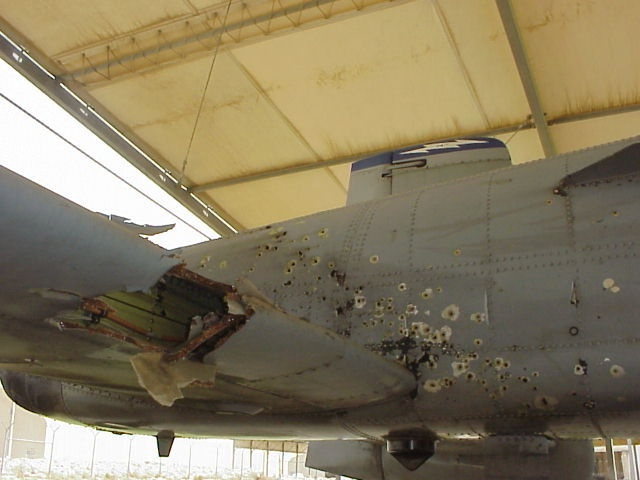
イラク戦争にて機体右後部に被弾したA-10

A-X計画においては、ソ連軍は自動車化師団一個につき口径14.5mmから57mmまでの対空砲を582門有し、そのうち522門が14.5mm機銃であり、38門が23mm機銃であると計算されたため、A-10は23 mm口径の徹甲弾や榴弾の直撃にある程度耐えるよう設計されている。そのため、（例えばテロリストのような）重機関銃程度の対空兵器しか有さない敵には効果的な防御能力を持つが、1970年代に比べて格段に能力が向上したロシア製の30mm級の機関砲や9M311防空ミサイルに対しては防御力の不足が指摘されている。
二重化された油圧系と予備の機械系による操縦系統により油圧系や翼の一部を失っても帰投・着陸を可能としている。油圧を喪失した場合、上下左右動は自動的に、ロール制御はパイロットによる手動切り替えスイッチの操作により、人力操舵へと切り替わる。この時は通常よりも大きな操舵力が必要となるものの、基地に帰還し着陸するのには充分な制御を維持できる。機体自体もエンジン一基、垂直尾翼1枚、昇降舵1枚、片方の外翼を失っても飛行可能な設計となっている。
主脚は引き込み時も収容部から一部露出しており、胴体着陸時の機体制御を容易にしつつ下部の損傷を軽減する。また、脚は支点から前方に引き上げられるため、油圧喪失時に脚を下ろすと風圧でロック位置に引き下ろすことができる。
コックピットと操縦系の主要部は予想される被弾方向や入射角の研究で最適化された12.7 - 38.1 mmの厚さと機体の空虚重量の6 %となる408 kgの重量を持つチタン装甲で保護される。『バスタブ（浴槽）』とも呼ばれるこの部分は23 mm砲弾の直撃や57 mm砲弾の炸裂破片のテストを受けている。着弾の衝撃で装甲内側が剥離した際の破片から保護するために、パイロットに面した部分にケブラー積層材で内張りを施している。キャノピーは防弾のために拡散接合した延伸アクリルで作られており、小火器の攻撃から耐えることができ、内部剥離を起こしにくくなっている。燃料系・油圧系統、機関砲弾倉などにも施した装甲の総重量は1,010 kgに及び、機体重量の17 %を占める。
泡消火器付き自動防漏式燃料タンクは空間装甲としての効果を意図してインテグラルタンクとはせずに胴体と分離してある。また、内外面に貼り付けられたポリウレタン網は被弾時の破片飛散を止めて燃料の漏出を抑える。4個の燃料タンクは被弾やエンジンへの供給断の可能性を減らすために機体中央に集められ、タンクが破損した際には逆止弁で他のタンクからの燃料移送を止める。燃料システムの部品の多くは燃料タンクの内側に設置して外部への燃料漏れを抑え、すべての外部配管は自己防漏式になっている。
給油システムは使用後に取り外され、機体内で保護されていない燃料系統はなくなる。
また、パイロンで支持されたエンジンは、防火壁と消火装置により燃料システムその他胴体部の火災から保護されている。

### 兵装システム
A-10は、7tを超えるペイロードを持ち、主翼と胴体下にある計11ヶ所のハードポイントに様々な兵器を装備できる。また、劣化ウランを弾芯とした30 mm徹甲弾を使用するGAU-8 アヴェンジャーガトリング砲を主要武器として内蔵している。
GAU-8は当初の設計では毎分2,100発と4,200発に切り替え可能な発射速度だったが、現在は毎分3,900発に固定している。射撃開始から発射速度になるまで0.5秒かかるため、最初の1秒で50発を発射し、その後は毎秒65発となる。GAU-8の照準はA-10が30度で降下した際の射程1,220 mに最適化されて12.4 mの円内に80 %という集弾率となっている。
なお、発砲時の砲口炎と排煙の排出量が多量のため、操縦士の視界に与える悪影響やエンジンが発砲煙を吸うことへの懸念（故障、特に飛行中のエンジン停止の要因となる）が生じることが実用試験の際に判明したため、初期型の就役後には砲口に発砲煙を散らすためのデフレクターであるGFU-16/A、通称 “Tickler” が装着されたが、効果が低い上に乱流を発生させることによる問題が発生し、その後順次撤去された（装着したままの機体も存在している）。砲口部をフェアリングで覆う形状とすることも検討されたが、テストの結果空力特性の悪化などの問題が生じ、砲口は露出式のままとなった。GAU-8の発砲煙による問題に対しては、発砲時は自動式の風防前面洗浄装置とエンジンの再点火装置を連動して作動させることで対処している。

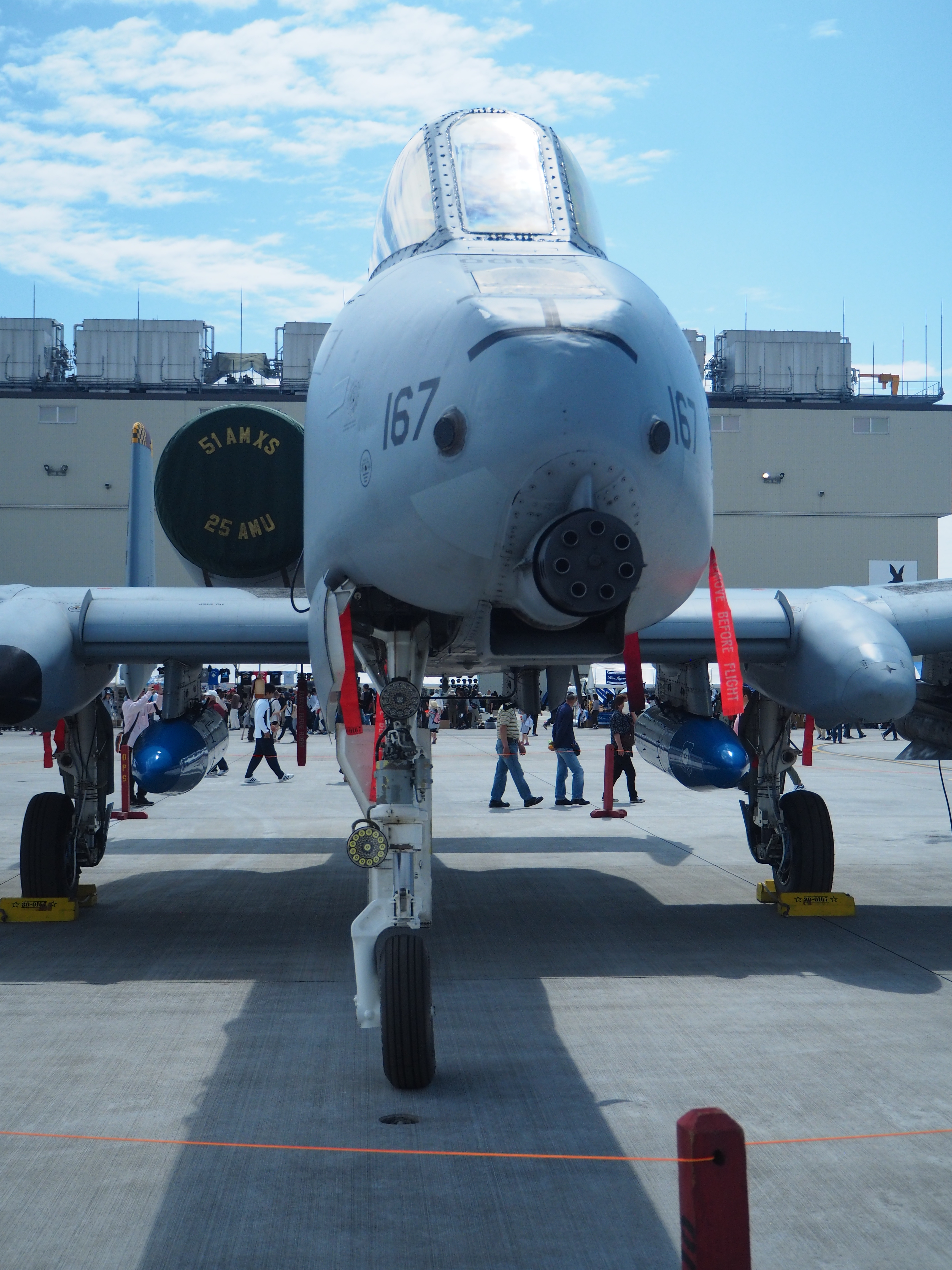
A-10前面。前脚が右に寄っているのが判る。

機体自体もGAU-8の搭載を優先した設計としており、発射の瞬間に砲口に向かって9時位置となる砲身を機体中心と合わせるために砲自体を進行方向左、前脚を右に寄せて配置している。そのため地上走行時の旋回は右旋回が小回りになる（旋回半径が内輪側の主輪と前輪の距離で決まるため）。
弾倉は初期の機体では1,350発収容していたが、装填時の弾倉の螺旋部分の破損が多かったために1,174発の砲弾を収容する補強された弾倉に交換された。リンクレス弾薬の装填にはGAU-8専用のGFU-7E 30 mm弾ローディングアセンブリカートを必要とする。大量の弾薬の誘爆は壊滅的な結果となるため、幅1.52 m、長さ2.74 mにもなる弾倉の防護には充分な注意が払われており、弾倉と外板の間には異なった厚さを持つ幾枚ものトリガープレートと呼ぶ多くの板を配置し、炸裂弾を外側の装甲で起爆させ、内側の装甲でその破片を防護する空間装甲としている。
また、電子光学 (TV) 誘導または赤外線誘導のAGM-65 マーベリック空対地ミサイルも頻繁に使用している。機関砲よりも長い射程を持つマーベリックは、近代的な対空システムに対するより安全な選択肢となる。
湾岸戦争では前方監視赤外線カメラを装備していなかったため、夜間任務ではマーベリックの赤外線カメラをFLIRの代用とするアイディアが実行された。このため信頼性の問題から利用されなくなりつつあったLAU-88（三連装ランチャー）によりマーベリック3本を搭載し、内1本をカメラとして利用していた。
他には集束爆弾やハイドラ70ロケット弾ポッドも使用する。
A-10は、レーザー誘導爆弾の運用能力も備えているが、A-10の作戦高度速度域では安価な無誘導爆弾で充分な精度を発揮できる上に誘導兵器の操縦時間をほとんど取れないため、実際の使用は希なこととされている。
また、A-10は通常自衛用として片翼にALQ-131ECMポッドともう一方に2発のAIM-9を携行する。

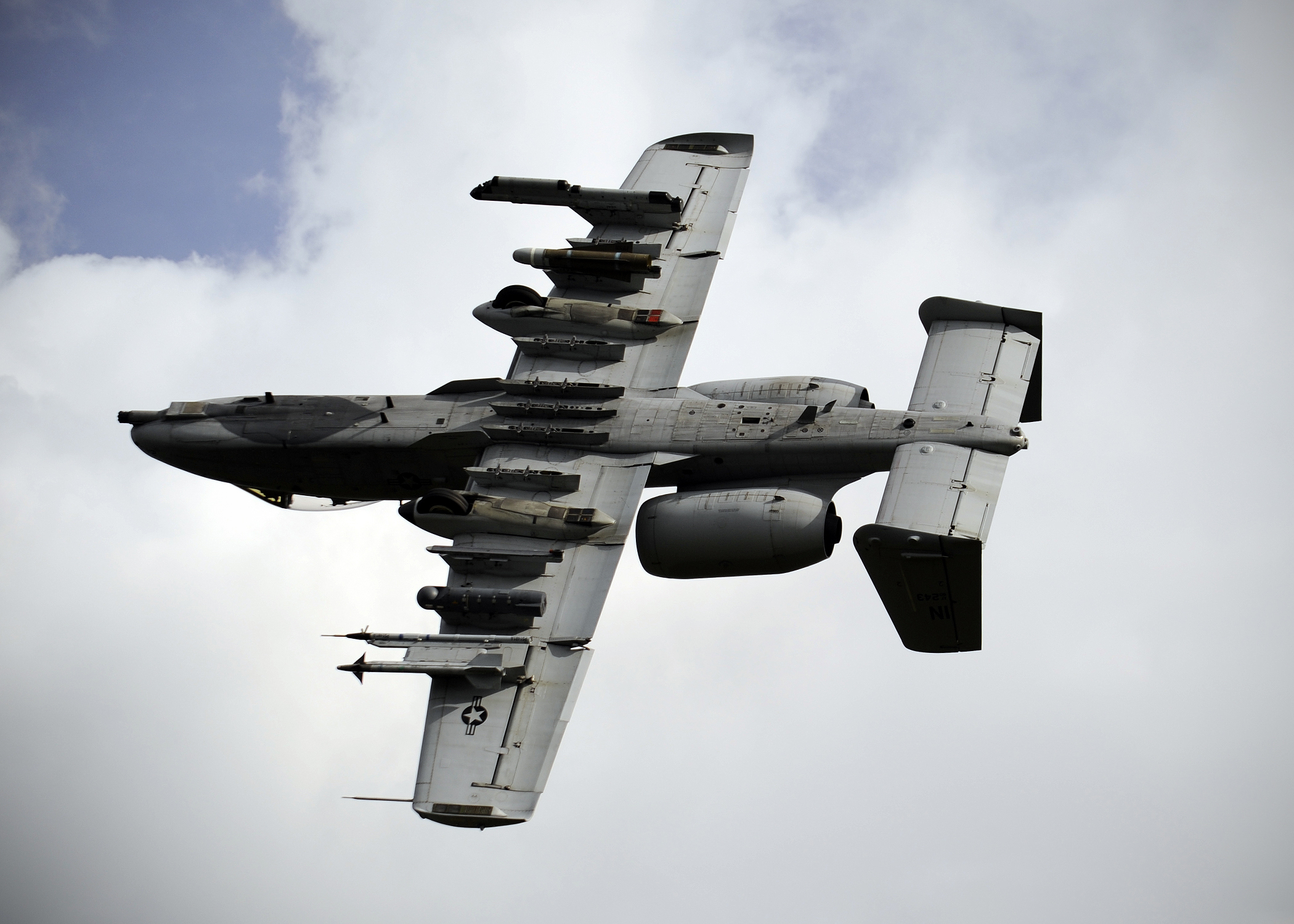
翼下のハードポイント
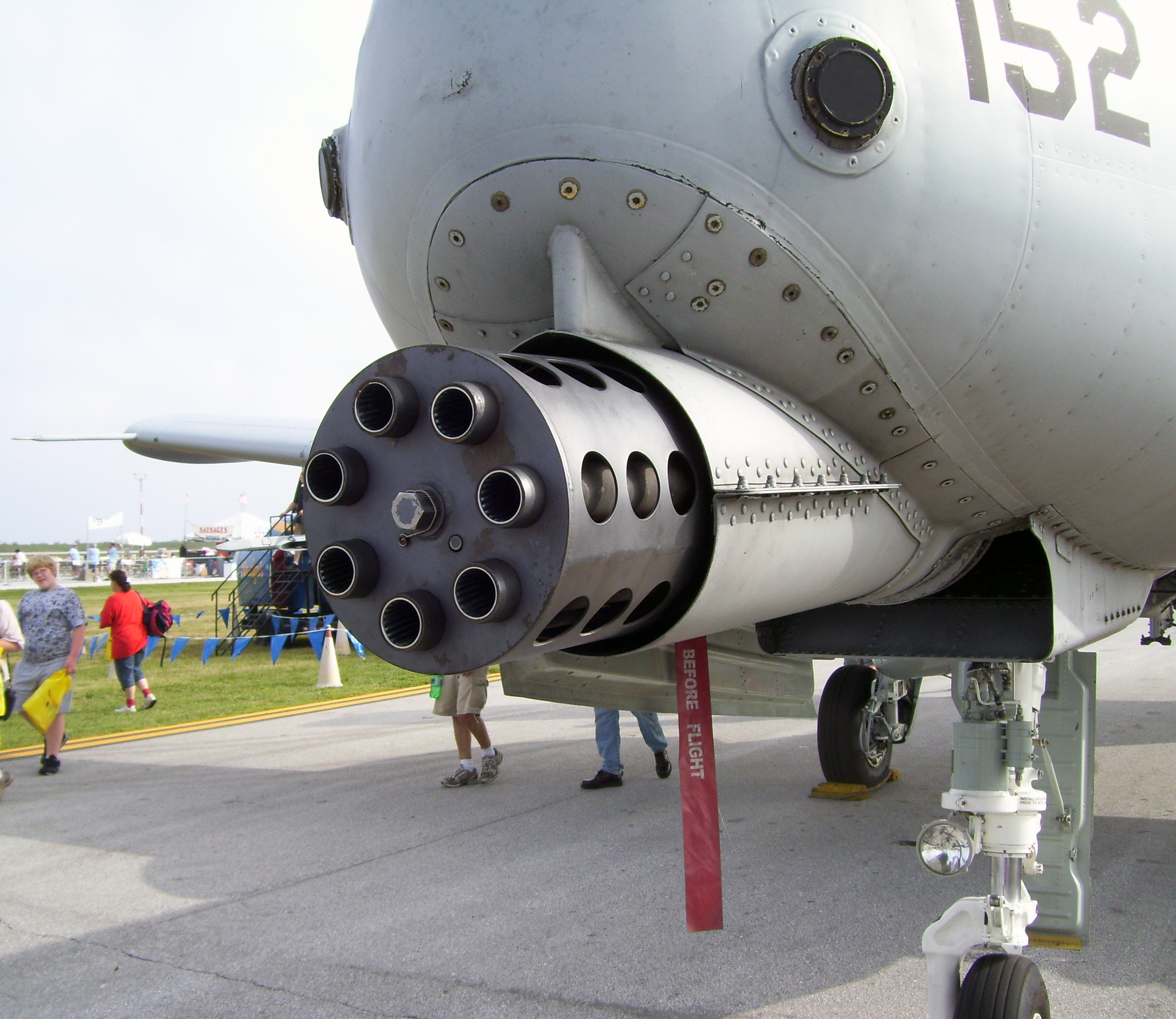
機首下部に露出した30 mmGAU-8 ガトリング砲の砲口
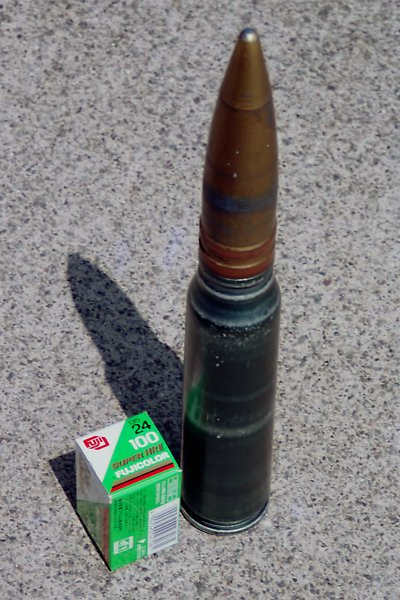
30 mm砲の砲弾
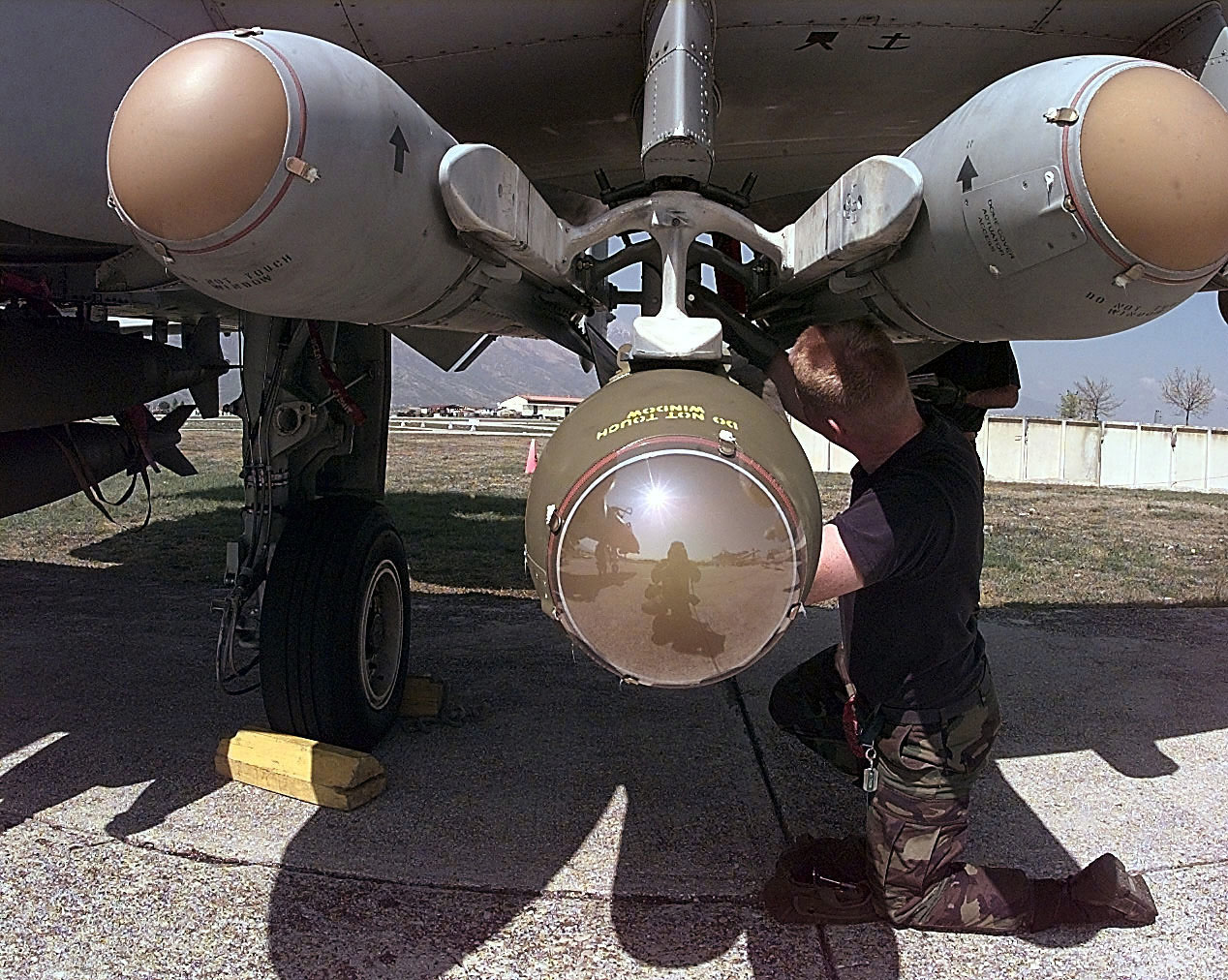
LAU-88により3発のAGM-65を搭載した状態。色が違う1本がFLIRの代用

### A-10に関する戦場伝説
湾岸戦争においては参加機のうち半数にあたる約70機が被弾しながら、損失は6機にとどまり、喪失率は10 %でしかない。384箇所の破孔を生じながら生還、数日後には修理を完了し任務に復帰した80-8186号機や、イラク戦争においてSAMによって右エンジンカウルを吹き飛ばされながら生還した80-258号機などの「タフさ」の実績がある。
ちなみに"湾岸戦争におけるアメリカ空軍のA-10パイロットの死者ははわずか1名､しかもその死因は食中毒であった" などという伝説が存在するが、実際には77-0197のPatrick Olsonが悪天候中の着陸失敗で､79-0130のSteven Phyllisが戦闘中にSAMにより撃墜で､と計2名が死亡している｡ 
湾岸戦争では30 mmアベンジャーにて、イラク軍Mi-17ヘリコプターの撃墜（1991年2月6日と2月15日に1機ずつ）も記録している。しかし、基本的には空対空戦闘を考慮しておらず（急激なスロットル操作を行うと機首下げが発生する）、制空権確保が運用の前提条件である。このため、いかなる地域でも常に制空権を確保可能なアメリカ空軍以外での採用実績はない。ただし、空対空ミサイルも一応装備が可能である。

## 運用

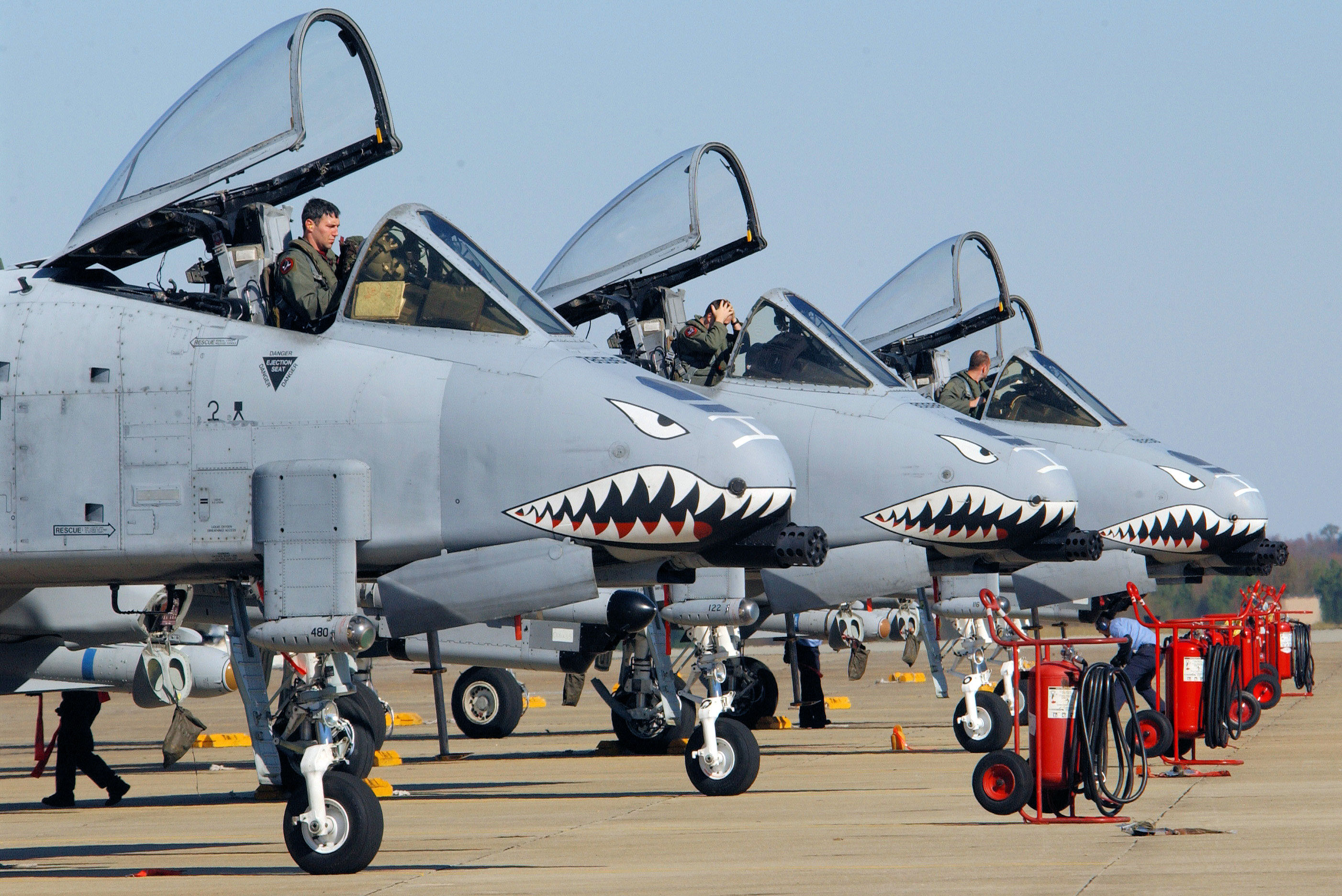
サメ（シャークマウス）のノーズアートをペイントしたA-10（第23航空団所属機）

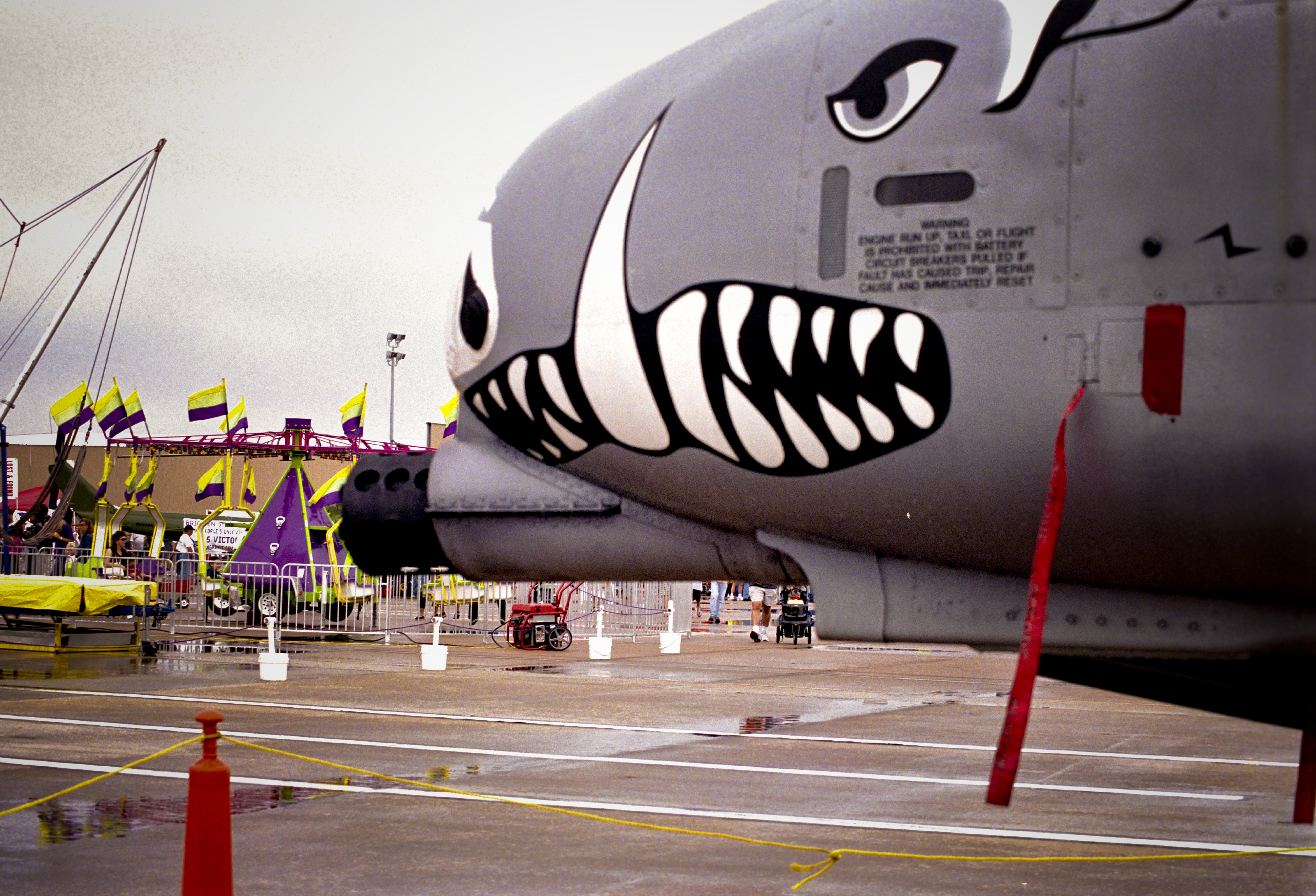
航空祭に展示するためイノシシの顔をペイントしたA-10（エリントン空港）

本機は1976年から実戦部隊に配備され始めたが、1980年代末になると夜間運用能力の不足や遅い速度、行動前の制空権確保の必要性を問題視された。もちろん、それは近接航空支援に特化した本機にとっては、元より承知で切り捨てた性能である。しかし、同時期に開発されたマルチロール機のF-16は、低空・低速での運動性も高く、近接航空支援もこなせる機体であった。加えて地上攻撃用の兵器・装備の性能向上により、近接航空支援に特化した機体でなくても、十分にその任務を果たす事ができるようになった。その結果アメリカ空軍ではF-16をコストパフォーマンスが高いとして調達を優先し、本機のような攻撃専用の機体の優先順位は低下した。
また、A-10は空軍高級将校の目には余分な物に映り、近接航空支援はAGM-114 ヘルファイアを搭載できる陸軍のAH-64に押し付けようとした。また、A-10自体も陸軍と海兵隊に移管しようとする動きもあったが、四軍の分掌を定めた1948年のキーウエスト合意によって阻まれた。
そのため、1980年代後半に低空飛行時の安定性の向上ならびに目標策定能力の向上を目的としたLASTE (Low Altitude Safety and Targeting Enhancement) 計画が検討されたが、湾岸戦争以後の1991年まで実施されていない。さらに冷戦終結により対戦車攻撃力の必要性が薄れた事と、軍縮の気運によりますますもって攻撃専用機である本機が贅沢視される事となり、配属飛行隊の多くがF-16に転換され、相当数が空軍州兵や空軍予備役などの所属になった。この時期にOA-10Aという名称が作られたが、これは観測任務に対する名称であり機体としてはA-10Aとまったく同一である。残ったA-10もF-16の近接航空支援型で更新する方針であった。
そのまま活躍も無く消え去ると思われた本機の運命を大きく変えたのが、1991年に発生した湾岸戦争であった。イラク軍の対空能力が低いことと、砂漠地帯であるために天候が良好であったこと、なにより実際の戦闘が開発意図や運用想定（欧州平原で友軍の制空権下でワルシャワ条約機構の機甲部隊を撃破する）に沿っていたことも手伝い、AH-64などの対戦車ヘリコプターが砂漠環境での機械的トラブルに悩まされたのを尻目に、主に装甲車輌などの移動目標攻撃に活躍した。A-10Aの累計出撃数は8,755回、OA-10Aの戦線航空統制任務は656回に及び、戦果はイラク軍の戦車987両、装甲兵員輸送車約500両、指揮車両など249台、トラック1,106台、砲兵陣地926ヶ所、対空陣地50ヶ所、SAMサイト9ヶ所、レーダーサイト96ヶ所、指揮所など28ヶ所、塹壕72ヶ所、スカッド発射台51基、FROG発射台11基、燃料貯蔵タンク8ヶ所、航空機地上破壊10機、Mi-17ヘリコプター撃墜2機を記録した。
この活躍により、空軍はF-16の近接航空支援版でA-10を更新しようとする考えを改めている。そして、1991年半ばより棚上げされていたLASTE改修が始まった。改修作業は機体の定期修理に合わせてサクラメント航空兵站センターで開始されたが、夜間運用能力の付与については緊急の課題とされ、1993年6月には空軍参謀長より1996年10月を期限とするよう指示が出された。最終的にはグラマン社と契約し、1997年に全機の改修が完了した。
LASTE改修のうち「低高度安全」については自動操縦装置と電波高度計の装備によるGCAS機能であり「照準改善」はF-16と共通の爆撃コンピューターの装備による自動攻撃機能を指す。また、LASTE改修とは別にNVG（暗視装置）適合化が行われた。これらはNVG編隊灯によって区別される。
1994年にはA-10の運用寿命の延長が決定され、当初の目標は2008年とされた。フェアチャイルドは製造終了後に買収・分割を繰り返し最終的に航空産業から撤退したため、A-10の近代化は知的財産権を取得したロッキード・マーティンが受注し1999年から「ホッグアップ」計画として実施されている。また、運用寿命の延長と並行して、戦闘能力向上を図る精密交戦プログラム (PEP) 能力向上計画が2004年から実施されている。PEP能力向上計画は、スパイラル・ワンとスパイラル・ツーの2段階で改修作業が行われ、スパイラル・ワンではコックピットに12.7 cm×12.7 cmの多機能ディスプレイ2基を導入したグラスコックピット化とHOTAS概念の導入、新型兵装搭載管理システムの搭載、兵装パイロン6基に対する精密誘導兵器 (PGM) 搭載用改修、統合直接攻撃弾薬 (JDAM) と風偏差修正小弾ディスペンサー (WCMD) の統合化、スナイパーXRまたはAN/AAQ-28 ライトニングAT目標指示ポッドの携行能力付与、電源能力強化、デジタル・データリンク装置の統合化準備作業が行われ、エンジンもTF34-GE-100から信頼性の向上したTF34-GE-101に換装された。スパイラル・ツーではさらに、統合戦術無線システム・セットの導入、新型データリンク装置の装備、位置評定報告システムの強化が行われる。
PEP能力向上計画の試作改修機には、A-10A量産684号機が使用されることになり、試作改修初号機は2005年1月20日にエグリン空軍基地で初飛行し、第46試験航空団第40飛行試験飛行隊に引き渡されて、飛行試験を行った。量産改修機A-10Cは2006年から全規模量産改修が開始され、同年11月29日から部隊配備を開始、デビスモンサン空軍基地の第355戦闘航空団第357戦闘飛行隊が最初に受領し、続いてムーディ空軍基地の第23航空団第74および第75戦闘飛行隊が受領した。そしてA-10Cは、2007年8月21日に初期作戦能力 (IOC) を獲得、同年11月7日にはメリーランド州空軍第104戦闘飛行隊がA-10C飛行隊として初めてイラクに展開している。これら改修によって16,000時間まで耐用飛行時間を延長し、A-10Cを2028年までは運用する予定である。
2000年代以降、アメリカ空軍では機体の塗装を灰色単色とし、エンブレムも目立たないように彩度を抑えたロービジ迷彩に統一しているが、第23航空団ではシャークマウスをペイントした状態で任務に就いている。
アメリカ空軍は、2008年の時点でA-10Aを273機、OA-10Aを94機の計367機を保有しており、2009会計年度までに最大125機をA-10Cに改修する計画で進めており、最終的には保有する367機すべてをA-10Cに改造する計画であった。が、2012年の国防総省の「国防予算の優先度と選択」においては、A-10を102機退役させるとされた。2012年の時点で345機を保有している。
冒頭で述べた通りに本機の能力が疑問視された当時は、後継機として専用機（A-7F/A-16）の開発も検討された事があるが、プランは中止され、現在はF-16ともどもマルチロール機であるF-35統合打撃戦闘機で更新する予定であるが、F-35の開発の遅れによりA-10の退役も先延ばしされ、近代化プログラムが進められている。
2015年の国防予算案の概要にて、予算削減のため、航空戦力としてA-10の全廃、及びU-2偵察機を退役させるという発表がされていたが2016年1月に対イスラム国空爆等の戦果を受けて退役を無期限延長した。
知的財産権はロッキード・マーティンが有しているが、スペアパーツの供給などアメリカ軍へのカスタマーサポートは入札となっており、2007年にはボーイングが主翼の交換プログラムを受注している。ボーイングが新規製造した173セットの主翼交換は2019年7月に終了した。これにより約10,000飛行時間まで耐用年数が延長され、2030年代まで運用される予定である。2019年8月にボーイングは上限9億9900万ドルで最大112機分の交換用主翼製造を継続受注したと発表した。

## 派生型

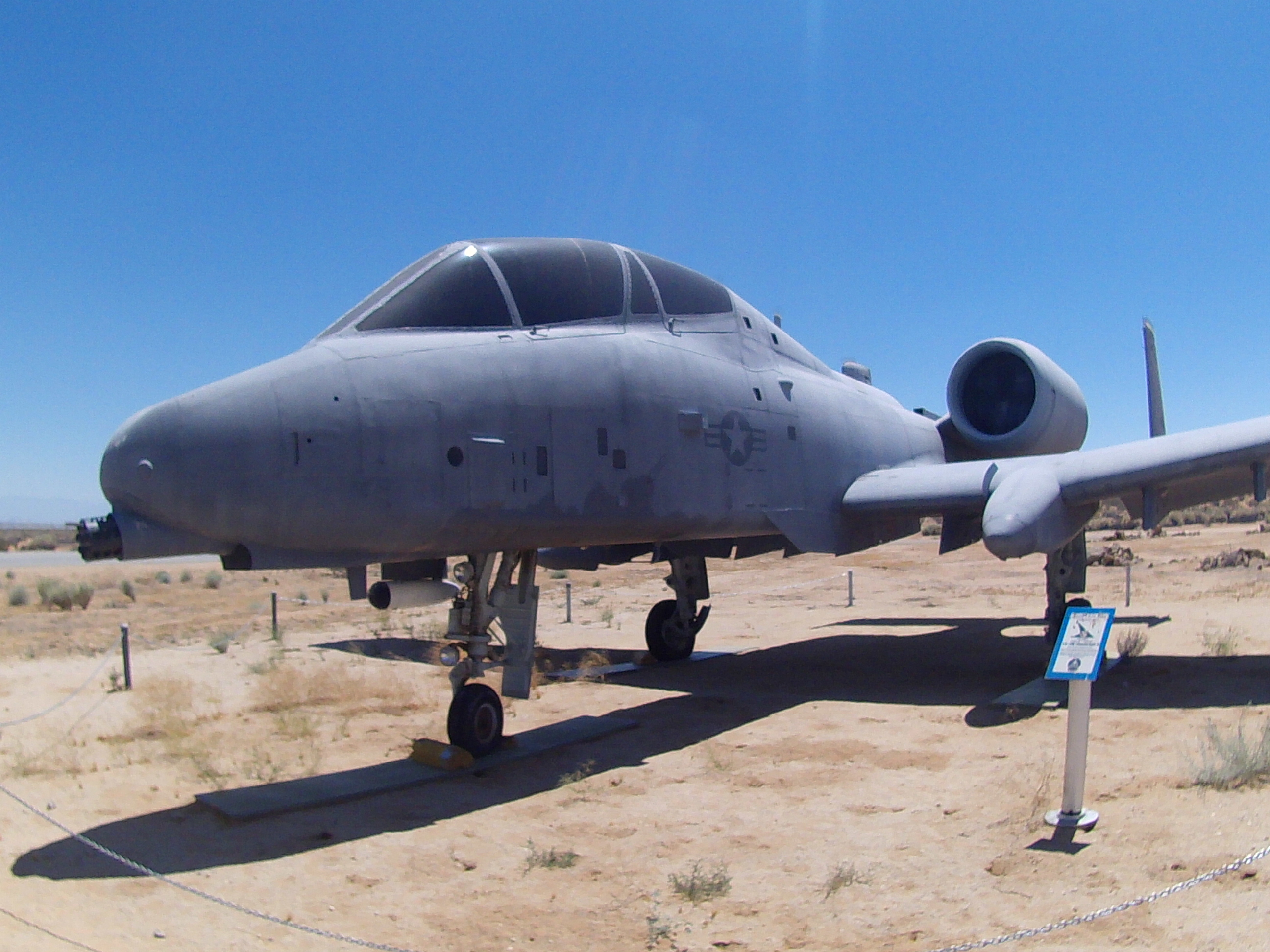
アメリカ空軍飛行試験博物館のYA-10B

YA-10A
試作機。2機製造。(S/N：71-1369, 71-1370)
A-10A
前量産型。(S/N：73-1664 - 73-1669 (73-1670-73-1673はキャンセル))
A-10A
量産型。1976年より部隊配備。
OA-10A
前線航空管制を主任務とした機体の呼称。運用にあたり武装として目標指示用の発煙弾頭ロケット弾を装填したポッドを搭載する他には攻撃機型からの変更点はなく、同一の機体である。
YA-10B
別称「Night/Adverse Weather A-10(A-10 N / AW)」。夜間 / 全天候攻撃型仕様の複座型試作機。兵装システム士官(WSO)が搭乗する縦列複座とするために前部胴体は再設計されており、垂直尾翼は上方に20インチ拡大されている。各種の夜間 / 全天候運用装備を追加搭載し、機首部の再設計に伴って30mm機関砲の弾倉は750発装弾のものに小型化されている。
前量産型初号機 (73-1664)を改装して1979年から1980年にかけて一機のみ試作され、1980年10月まで夜間運用試験を含め各種の試験飛行が行われた。試験の結果は良好であったが、時期を同じくして既存の機体に外装式に搭載できる汎用型全天候（夜間）攻撃システムである“LANTIRN”の実用化に目処がついたために専用の派生型の必要はないと結論され、計画はキャンセルとなった。
運用終了後はアメリカ空軍飛行試験センター附属博物館(Air Force Flight Test Museum(英語版)に展示されている。
A-10B
A-10 N / AWの開発計画と並行して計画されていた複座練習機型。10機がA型より改造される予定であったがキャンセルとなった。
A-10C
グラスコックピット化などの能力向上改修を加えたA型の近代化改修型。2005年初飛行。
S/N
75-258 - 75-309
76-512 - 76-554
77-177 - 77-276
78-582 - 78-725
79-082 - 78-225 (79-226-79-243はキャンセル)
80-140 - 80-283
81-939 - 81-998
82-646 - 82-665 (82-692-82-705はキャンセル)

## 退役
米空軍のチャールズ・ブラウン・ジュニア参謀総長は2023年3月、「今後5年から6年でA-10は在庫から外れることになるだろう」と述べた。 下院が用意している国防権限法（NDAA）の草案にはA-10×42機の退役を認める内容が盛り込まれており、空軍は来年もA-10の一部（260機→218機）を手放すことができる可能性が高い。しかしNDAAは「今後A-10を削減するには『新たな近接航空支援を提供する計画』を議会に提示せよ」とも付け加えているため、2025年のNDAAでA-10退役を認めさせるには「F-35やF-16でA-10の代わりが務まる」と証明する必要がある。

## 仕様
- 乗員：1名
- 全長：16.16 m
- 翼幅：17.42 m
- 全高：4.42 m
- 翼面積：47 m2
- 自重：9,760 kg
- 運用重量：14,850 kg
- 最大離陸重量：22,950 kg
- エンジン：GE製TF34-GE-100×2 ターボファンエンジン（A/Bなし）
- エンジン推力:4,110 kg×2
- 巡航速度：560 km/h
- 巡航マッハ数:M0.45
- 戦闘行動半径:1,290 km
- フェリー航続距離:4,100 km
- 実用上昇限度13,640 m
- 上昇率：1,830 m/min
- 武装
  - 固定武装：GAU-8 30 mm ガトリング砲×1（1,174発）
  - 爆弾：GBU-10/12、Mk77、クラスター爆弾、ペイブウェイ、JDAM
  - ミサイル：AGM-65、AIM-9
  - ロケット弾

## 投入された戦闘
- 湾岸戦争
- アフガニスタン紛争
- イラク戦争
- リビア内戦
- 生来の決意作戦